# Paul Frommeyer
Paul Frommeyer (* 28. Juni 1957 in Ibbenbüren) ist ein ehemaliger deutscher Hochspringer, Journalist und Autor.

## Leben
Frommeyer gehörte zwischen 1975 und 1986 zu den besten deutschen Hochspringern, obwohl der deutsche Hochsprung damals mit Carlo Thränhardt, Dietmar Mögenburg und Gerd Nagel auch andere Springer auf Weltklasseniveau hatte. Deshalb wurde Frommeyer trotz einer Bestleistung von 2,34 m niemals deutscher Meister, allerdings 1977 Vizemeister und 1983 Dritter. Seine 1983 aufgestellte Bestleistung und der dritte Platz bei den Deutschen Meisterschaften führten zur Nominierung für die Leichtathletik-Weltmeisterschaften 1983 in Helsinki, wo er mit der Höhe von 2,19 m nur den 16. Platz belegte.
Frommeyer startete zunächst für DJK Arminia Ibbenbüren, dann für die LG Ratio Münster und schließlich für den TV Wattenscheid 01.
Frommeyer ist 1,97 m groß und hatte ein Wettkampfgewicht von 84 kg.
Seine Bestleistung von 2,34 m ist bis heute (April 2025) westfälischer Rekord und Frommeyer steht damit auf dem 7. Platz der ewigen deutschen Bestenliste.
Seit dem Karriereende ist er als freier Journalist tätig.

### Autor
2011 veröffentlichte Frommeyer den Roman Möller mit teilweise autobiographischen Zügen. In dem Buch geht es um einen Leichtathleten, der als Höhepunkt seiner Karriere bei den Olympischen Spielen 2004 starten darf, dort aber erfolglos bleibt.

## Bestleistungen
- Freiluft: 2,34 m, 17. Juni 1983, Recke

## Werke
- Möller, CNG Sports & media Verlag 2011, ISBN 978-3-98138-381-2
- Lasse Laufen, Verlag Die Werkstatt 2012, ISBN 978-3-89533-870-0